# Angela Romei
Angela Romei (Monopoli, 20 de febrero de 1997) es una deportista italiana que compite en curling. Ganó dos medallas en el Campeonato Europeo de Curling, en los años 2017 y 2023.

## Palmarés internacional
| Campeonato Europeo | Campeonato Europeo     | Campeonato Europeo | Campeonato Europeo |
| Año                | Lugar                  | Medalla            | Prueba             |
| ------------------ | ---------------------- | ------------------ | ------------------ |
| 2017               | San Galo (Suiza)       | Medalla de bronce  | Equipo             |
| 2023               | Aberdeen (Reino Unido) | Medalla de plata   | Equipo             |